# Stowarzyszenie Dwie Kreski
Stowarzyszenie Dwie Kreski – organizacja pozarządowa pomagająca kobietom, dla których wiadomość o ciąży okazała się trudna. Stowarzyszenie działa w Polsce od 2018 roku na terenie całego kraju, prowadząc telefon zaufania 533 112 121 oraz udzielając koniecznego wsparcia psychologicznego, prawnego, materialnego oraz okołoporodowego. 

## Historia stowarzyszenia
Stowarzyszenie powstało w 2018 roku w odpowiedzi na zapotrzebowanie telefonu zaufania dla kobiet w ciąży znajdujących się w trudnej sytuacji. Początkowo istniały jedynie Zespoły w Trójmieście i Warszawie, ale stowarzyszenie szybko się rozrasta o kolejne miasta. W pierwszym kwartale 2024 roku w stowarzyszeniu działało 2207 wolontariuszy i specjalistów reprezentujących 75% powiatów Polski. 

## Obszar działania organizacji
Stowarzyszenie prowadzi telefon zaufania i oferuje pomoc specjalistyczną  (psychologiczną, prawną, medyczną: lekarze, położne, doule, ale też w zakresie doradztwa zawodowego) i pomoc materialną. Świadcząc wielowymiarową pomoc, pomaga Podopiecznej przezwyciężyć kryzys i wspiera, by była gotowa  na wyzwania przyszłości. Stowarzyszenie współpracuje też z innymi organizacjami pomocowymi. Ważną cechą Dwóch Kresek jest neutralność światopoglądowa. Od lipca 2023 Stowarzyszenie Dwie Kreski posiada także status organizacji pożytku publicznego.

## Struktura stowarzyszenia
Wolontariusze stowarzyszenia dzielą się na: Wolontariuszy Lokalnych, Wolontariuszy Budujących, Specjalistów oraz Wolontariuszy w Zespołach
Zespołach gromadzą osoby z danego terenu, ich zadaniem jest wspieranie Wolontariuszy Lokalnych w udzielaniu pomocy Podopiecznym oraz marketing lokalny.  
Wolontariusze Budujący dają swoje umiejętności, wiedzę i ręce do pracy przy rozwijaniu organizacji. Ich zaangażowanie przybiera różne formy i intensywność. Najczęściej pomagają w sposób ciągły. 
Specjaliści świadczą pomoc specjalistyczną zgodną ze swoimi kompetencjami  

## Wartości stowarzyszenia
- inkluzywność – pomoc jest dla każdej kobiety w ciąży bez wyjątku
- wolność – to Ty decydujesz, jakie rozwiązanie jest dla ciebie najlepsze, nie pomogę w aborcji, uszanuję twoją decyzję
- uważność – skupię się na Twoich potrzebach, zaspokoję je w pierwszej kolejności
- szacunek – nikogo nie oceniam, zadbam też o to, by nie robił tego nikt inny
- neutralność – mój światopogląd, religia, poglądy polityczne są nieistotne, chce skupić się na pomaganiu
- odpowiedzialność – niezależnie na jakim etapie ciąży jesteś, chcę ci pomóc i będę ci towarzyszyć, nie zostawię cię po porodzie
- dyskrecja – zachowam Twoją anonimowość[8].

## Finansowanie
Stowarzyszenie działa dzięki wpłatom darowizn ludzi dobrej woli. W 2022 roku rozpoczęło również współpracę z serwisem FaniMani, dzięki któremu każda osoba robiąca zakupy w internecie może bezkosztowo pomagać, zbiera również środki z 1,5% podatku.  